# Shock Therapy
Shock Therapy is een Amerikaanse punk- en newwaveband uit Detroit, begin jaren tachtig opgericht door Gregory John McCormick, beter bekend als 'Itchy', en Eric Keith Jackson. De muziek oriënteert zich vooral aan duistere wavegroepen, zoals Joy Division. Ofschoon ze in Europa populairder was dan in de Verenigde Staten, is de groep steeds een cultband gebleven.
De groep, wier enige vaste lid Itchy was, bracht 16 albums uit en had de grootste schare fans in Duitsland. Hun bekendste nummer was ‘Hate is a 4-Letter Word’, een gothic-klassieker die als albumtitel bij Dossier Records in Berlijn werd uitgebracht en later door Terminal Choice gecoverd werd.
In 2000 werd Itchy gearresteerd wegens brandstichting en tot zeven jaar celstraf veroordeeld, waardoor alle bandactiviteiten stil kwamen te liggen. Na diens vrijlating in 2007 werkte de groep aan een nieuw album, ‘The Moon & The Sun’, ditmaal met Per-Anders Kurenbach op de synthesizer. Dit album bevatte zowel liveopnamen als covers van andere bands, waaronder Devo. Itchy was echter na zijn gevangenisstraf aan alcoholisme ten prooi gevallen, en op 5 november 2008 werd hij in Detroit dood in een veld aangetroffen. Eén week later werd het laatste album uitgebracht.

## Discografie
- 1985: Shock Therapy
- 1987: My Unshakeable Belief
- 1989: Touch Me and Die
- 1990: Cancer (Re-Release 1995)
- 1991: The Great Confuser
- 1991: Hate Is A 4-Letter Word (Re-Release 1995)
- 1992: Just Let Go: The Dark Years 1986 - 1990
- 1992: Adventures in Good Music
- 1993: The Many Faces of Hate
- 1994: Heaven and Earth
- 1994: Santas Little Helper: Rarities, Oddities & Festive Disease
- 1996: I Can’t Let Go
- 1996: God
- 1997: No Fear of Death
- 1999: The Past Life: Out-Takes and Lost Memories
- 2008: The Moon & The Sun